# Liste des évêques d'Augsbourg
La liste des évêques d'Augsbourg recense les noms des évêques qui se sont succédé à la tête du diocèse catholique d'Augsbourg.

## Liste des évêques
| Période                            | Évêque                                                           | Notes |
| ---------------------------------- | ---------------------------------------------------------------- | --- |
| 1047 - 1063                        | Henri II d'Augsbourg                                             | |
| 1152 - 1167                        | Conrad de Hirscheck                                              | |
| 1404 - 1413                        | Eberhard II de Kirchberg                                         | |
| 1413 - 1414                        | Frédéric de Grafeneck                                            | |
| 1414 - 1423                        | Anselme de Nenningen                                             | |
| 1424 - 1469                        | Pierre de Schaumberg                                             | |
| 1469 - 1486                        | Jean II de Werdenberg                                            | |
| 1486 - 1505                        | Frédéric II de Zollern                                           | |
| 1505 - 1517                        | Henri IV de Lichtenau                                            | |
| 1517 - 1543                        | Christophe de Stadion                                            | |
| 1543 - 1573                        | Othon Truchsess de Waldbourg                                     | |
| 1573 - 1575                        | Jean Eglof de Knöringen                                          | |
| 1576 - 1591                        | Marquard II de Berg                                              | |
| 1591 - 1598                        | Jean-Othon de Gemmingen                                          | |
| 1599 - 1646                        | Henri V de Knöringen                                             | |
| 1646 - 1665                        | Sigismond-François d'Autriche                                    | |
| 1666 - 1690                        | Jean-Christophe de Freyberg                                      | |
| 1690 - 1737                        | Alexandre-Sigismond de Palatinat-Neubourg                        | |
| 1737 - 1740                        | Jean-François Schenk de Stauffenberg                             | |
| 1740 - 1768                        | Joseph-Ignace-Philippe de Hesse-Darmstadt                        | |
| 20 août 1768 - 27 juillet 1812     | Clément Wenceslas de Saxe                                        | |
| 1812 -1819                         | François-Frédéric de Sturmfeder                                  | Vicaire Général |
| 5 février 1818 - 9 octobre 1819    | François-Charles-Joseph de Hohenlohe-Waldenbourg-Schillingsfürst | Évêque auxiliaire d'Augsbourg ; mort en fonction                                                                          |
| 1819 -1821                         | François-Frédéric de Sturmfeder                                  | Vicaire Général |
| 1821 - 10 mars 1824                | Joseph Maria von Fraunberg                                       | Prêtre de Ratisbonne ; confirmé le 24 mai 1824 ; nommé archevêque de Bamberg                                              |
| 4 mars 1824 - 15 août 1836         | Ignace-Albert de Riegg                                           | confirmé le 24 mai 1824 ; ordonné le 11 juillet 1824 ; mort en fonction                                                   |
| 20 septembre 1836 - 2 juillet 1855 | Peter von Richarz                                                | Évêque de Spire ; confirmé le 21 novembre 1836; installé le 22 février 1837 ; mort en fonction                            |
| 12 janvier 1856 - 17 juin 1858     | Michael von Deinlein                                             | Évêque auxiliaire de Bamberg; confirmé le 13 juillet 1856; installé le 3 septembre 1856; nommé archevêque de Bamberg      |
| 16 juillet 1858 - 8 octobre 1894   | Pancrace de Dinkel                                               | Prêtre de Bamberg; 27 septembre 1858; confirmé le 21 novembre 1858 ; mort en fonction                                     |
| 7 novembre 1894 - 9 mars 1902      | Petrus de Hötzl, OFM                                             | Prêtre franciscain; confirmé le 18 mars 1895; ordonné le 1er mai 1895 ; mort en fonction                                  |
| 18 mars 1902 - 31 mai 1930         | Maximilien de Lingg                                              | Prêtre d'Augsbourg; confirmé le 9 juin 1902; ordonné le 20 juillet 1902 ; mort en fonction                                |
| 17 septembre 1930 - 9 février 1949 | Joseph Kumpfmüller (de)                                          | Prêtre de Ratisbonne; ordonné le 28 octobre 1930 ; mort en fonction                                                       |
| 9 juillet 1949 - 11 avril 1963     | Joseph Freundorfer (de)                                          | Prêtre de Passau; ordonné le 21 septembre 1949 ; mort en fonction                                                         |
| 10 septembre 1963 - 30 mars 1992   | Josef Stimpfle                                                   | Prêtre d'Augsbourg; ordonné le 26 octobre 1963; a pris sa retraite                                                        |
| 24 décembre 1992 - 9 juin 2004     | Viktor Dammertz, OSB                                             | Prêtre bénédictin ; ordonné le 30 janvier 1993; a pris sa retraite                                                        |
| 1er octobre 2005 - 8 mai 2010      | Walter Mixa                                                      | Ancien évêque d'Eichstätt ; ordonné le 23 mars 1996 ; ordinaire militaire d'Allemagne depuis le 31 août 2000, démissionné |
| 8 juillet 2010 - 4 juillet 2019    | Konrad Zdarsa                                                    | Ancien évêque de Görlitz; a pris sa retraite                                                                              |
| depuis le 29 janvier 2020          | Bertram Meier                                                    | Prêtre d'Augsbourg. |